# Manfred Haidinger
Manfred Haidinger (* 12. Jänner 1963) ist ein österreichischer Politiker (HAUS, früher FPÖ) und Gewerkschafter (AUF). Er war von April 2016 bis Februar 2020 Abgeordneter zum Burgenländischen Landtag. Am 16. Oktober 2020 wurde bekannt, dass er von Parteiobmann Norbert Hofer aus der Partei ausgeschlossen wurde. Der Ausschluss wurde zunächst vom Landesparteigericht aufgehoben, später aber vom Bundesparteigericht bestätigt.

## Leben

### Ausbildung und Beruf
Manfred Haidinger besuchte nach der Volksschule das Stiftsgymnasium Melk und für drei Jahre die Höhere Technische Bundeslehr- und Versuchsanstalt St. Pölten. Widersprüchlich sind die Angaben über seine Ausbildung. Einerseits wird eine Matura und ein abgebrochenes Studium angegeben, andererseits eine Beamtenaufstiegsprüfung (B-Matura). Nach dem Präsenzdienst war er zunächst Zeitsoldat beim Bundesheer und wurde bis zum Oberleutnant befördert.

### Politik
2004 war er Mitbegründer der Allgemeinen Fachgewerkschaft Heeresangehöriger (AFH), am 23. Juli 2004 wurde er erstmals zum Präsidenten der Bundesheergewerkschaft gewählt. Von 2005 bis 2015 war er Bezirksrat in Wien-Favoriten. Seit 2009 ist er Mitglied im Zentralausschuss im Bundesministerium für Landesverteidigung und Sport. Seit 2012 ist er Gemeinderat in Halbturn. Im Jänner 2016 wurde er zum geschäftsführenden Obmann der FPÖ im Bezirk Neusiedl am See gewählt.
Am 14. April 2016 wurde er in Nachfolge von Gerhard Kovasits in der XXI. Gesetzgebungsperiode als Abgeordneter zum Burgenländischen Landtag angelobt, wo er als Obmannstellvertreter im Sozialausschuss und als Sprecher für die Bereiche Sicherheit, Verwaltung, Arbeitnehmer, Gesundheit und Soziales sowie Wohnbau fungierte.
Bei der Landtagswahl 2020 kandidierte er hinter Alexander Petschnig und Karin Stampfel auf dem dritten Listenplatz im Landtagswahlkreis 1. Nach der Landtagswahl 2020 schied er aus dem Landtag aus. Im Februar 2020 gab er neben Petschnig, dem designierten Nachfolger von Johann Tschürtz, seine Kandidatur für den Landesparteivorsitz der FPÖ Burgenland beim Landesparteitag am 7. März bekannt. Petschnig bat FPÖ-Bundesparteiobmann Norbert Hofer die FPÖ Burgenland als Obmann anzuführen, am 7. März 2020 wurde Norbert Hofer zum Landesparteiobmann gewählt.
Nachdem Norbert Hofer am 15. Oktober 2020 verkündete, nicht mehr als Landesobmann der FPÖ Burgenland zur Verfügung zu stehen, wurde einen Tag später bekannt, dass Manfred Haidinger von der FPÖ Burgenland ausgeschlossen wurde. Der Ausschluss wurde zunächst vom Landesparteigericht aufgehoben, später aber vom Bundesparteigericht bestätigt.
Bei der Mitgliederversammlung der FGÖ-Bundesheergewerkschaft am 1. Juli 2021 wurde Haidinger als Präsident der Bundesheergewerkschaft für eine Funktionsperiode von fünf Jahren bestätigt. Im September 2022 trat er als 1. Stellvertreter des Vorsitzenden der Freien Gewerkschaft Österreich (FGÖ) zurück.
Bei der Landtagswahl im Burgenland 2025 kandidierte er als Listenzweiter für die Liste Hausverstand.

## Auszeichnungen
- 2020: Großes Ehrenzeichen des Landes Burgenland in Gold[18]